# Mount Dromore
Mount Dromore är ett berg i Kanada.   Det ligger i provinsen Alberta, i den centrala delen av landet, 3 100 km väster om huvudstaden Ottawa. Toppen på Mount Dromore är 2 560 meter över havet, eller 104 meter över den omgivande terrängen. Bredden vid basen är 0,50 km. Mount Dromore ingår i Jacques Range.
Terrängen runt Mount Dromore är bergig österut, men västerut är den kuperad. Trakten runt Mount Dromore är nära nog obefolkad, med mindre än två invånare per kvadratkilometer.. Närmaste större samhälle är Jasper Park Lodge, 13,4 km sydväst om Mount Dromore.
I omgivningarna runt Mount Dromore växer i huvudsak barrskog.